# Профсоюз работников РАН
Всероссийский профессиональный союз работников Российской академии наук — добровольное общественное объединение граждан Российской Федерации, работающих и обучающихся в организациях Российской академии наук, научных и других организациях Российской Федерации, связанных общими производственными, профессиональными интересами по роду их деятельности, созданное в целях представительства и защиты их социально-трудовых прав и интересов в организационно-правовой форме общественной организации.

## История образования
Профсоюз работников РАН образован на базе ряда профорганизаций, входивших в Профсоюз работников народного образования и науки Российской Федерации. Учредительный съезд Профсоюза РАН состоялся 29-30 июня 1992 года в Москве в Институте металлургии РАН.
Необходимость образования Профсоюза была продиктована спецификой ситуации в фундаментальной науке, сосредоточенной в основном в Российской академии наук. Основной задачей является защита социально-трудовых и профессиональных прав научных работников. В первые годы своей деятельности Профсоюз отстаивал право на существование науки, Российской академии наук и её институтов. В настоящее время Профсоюз представляет интересы научных работников в законодательных, исполнительных, судебных органах и перед работодателем, а также борется за обеспечение стабильных и достаточных показателей финансирования научных исследований, необходимый уровень оплаты труда работников, развитие материальной базы для исследовательской деятельности, эффективную социально-кадровую политику.
Большую роль в становлении Профсоюза РАН внесли его первые руководители — Татьяна Рослякова, Владимир Хлебодаров (первый Президент Профсоюза РАН) и Валерий Соболев, на протяжении пятнадцати лет бессменно занимавший пост председателя Совета Профсоюза РАН. В разные годы организацию возглавляли Вячеслав Вдовин, Виктор Калинушкин. С мая 2021 года председателем Профсоюза РАН является Михаил Митрофанов.
Профсоюз осуществляет свою деятельность на территориях более половины субъектов Российской Федерации.

## Структура

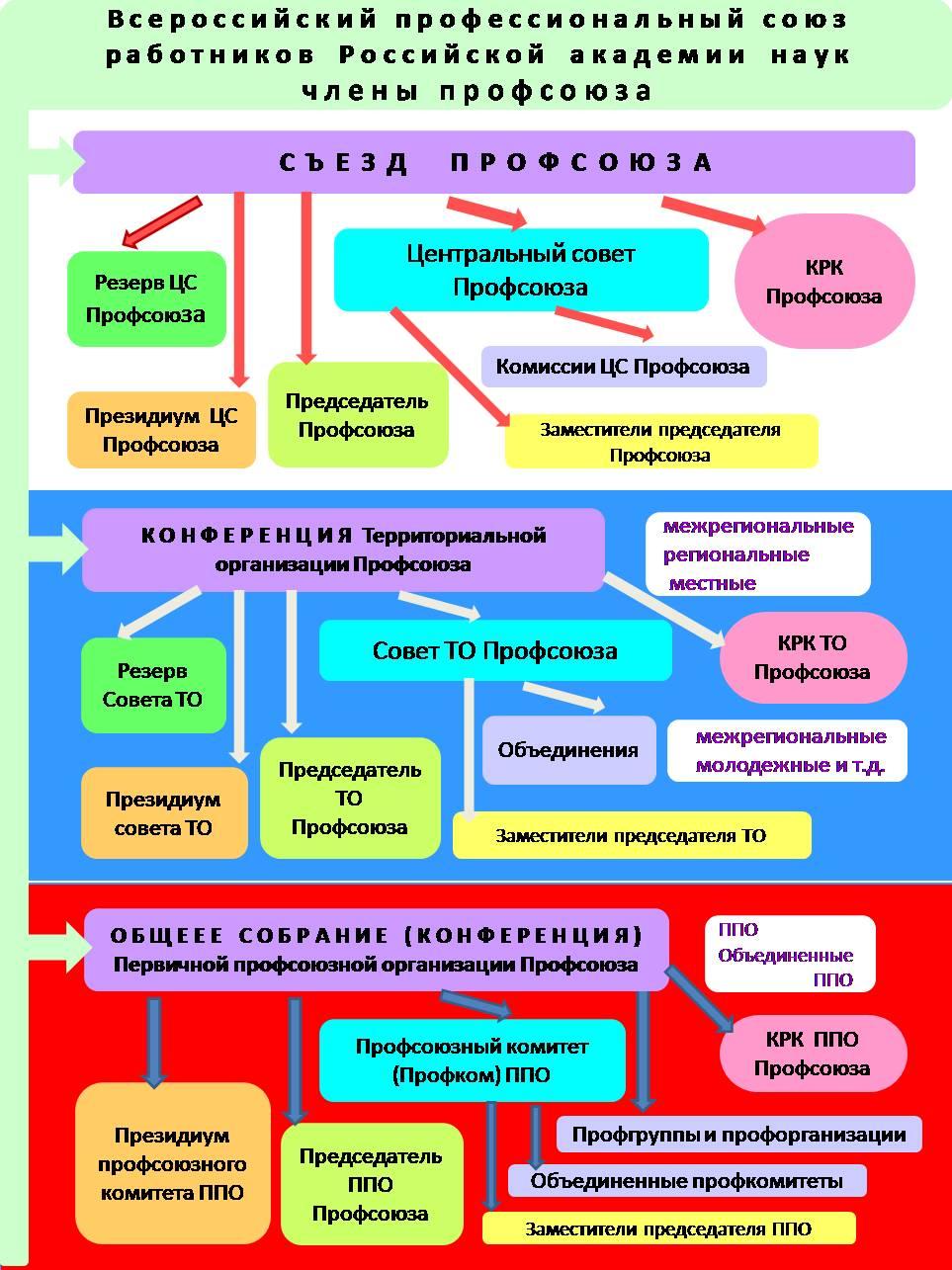
Структура Профсоюза РАН

Высшим руководящим органом управления Профсоюза является Съезд. В перерывах между работой Съезда Центральный совет Профсоюза и его Президиум являются вышестоящими Профсоюзными органами для всех Профсоюзных органов и Организаций Профсоюза.
Действующий состав выборных коллегиальных органов Профсоюза был сформирован на VIII Съезде 18 — 20 мая 2021 года.
Структура Профсоюза организована по территориально-производственному принципу. В его структуру входят первичные и территориальные (межрегиональные, региональные и местные) профсоюзные организации. Членские организации объединяются в региональные и межрегиональные объединения, на основе собственных уставов и Устава Профсоюза работников РАН.
При Профсоюзе работников РАН ведут деятельность молодёжные общественные объединения: Общественная профсоюзная территориальная интеграция молодых учёных и специалистов Поволжья Всероссийского профессионального союза работников Российской академии наук (ОПТИМУС-Волга), Клубное объединение молодых профсоюзных активистов столицы (КОМПАС).

## Деятельность

### Направления работы
Профсоюз осуществляет свою деятельность в соответствии с Конституцией РФ, законодательными актами Российской Федерации, руководствуясь общепризнанными международными принципами и нормами. Профсоюз действует на основании Устава Профсоюза работников РАН. Основными способами работы является переписка с властными структурами по актуальным проблемам академического сообщества, а также проведение рабочих встреч и консультаций с руководством РАН. Важнейшим направлением деятельности Профсоюза является участие в разработке мер по защите социально-трудовых, профессиональных прав и интересов научных работников, а также контроль за соблюдением законодательства Российской Федерации и иных нормативных актов, содержащих нормы трудового права и социальной защиты научных работников, включая вопросы занятости, охраны труда и здоровья, социального страхования и обеспечения, улучшения жилищных условий.
Одним из главных мероприятий, проводимых под эгидой Профсоюза РАН, являются Поволжские Ассамблеи, носящие Всероссийский статус.
На протяжении десятилетий Профсоюз РАН, научная общественность и руководство РАН в своей деятельности демонстрировали единство.

### Взаимодействие с органами власти, организациями и общественными объединениями
Профсоюз РАН взаимодействует на постоянной основе c рядом общественных организаций: Общество научных работников, Общественный совет при Министерстве науки и высшего образования России, Комиссия общественного контроля в сфере науки.
С февраля 2009 года Профсоюз РАН является членом Всемирной федерации научных работников (ВФНР)
Профсоюз работников РАН имеет собственное периодическое издание — Газета Московской региональной организации профсоюза работников РАН. Выходит с сентября 2001 года. Свидетельство о регистрации тер.упр. МПТР России ПИ-№ 1-00653 от 29.04.2002 года.

### Награды
По решению IV Съезда Профсоюза работников РАН для награждения наиболее отличившихся членов Профсоюза работников РАН и представителей юридических лиц (работодателей), внёсших существенный личный вклад в работу Профсоюза и достижения в социальном партнерстве, учреждён Почётный знак Профсоюза работников РАН.
Награждение Почётным знаком Профсоюза работников РАН производится в двух номинациях: «За заслуги в работе Профсоюза» и «За заслуги в достижении социального партнёрства».